# Aeroportul Maroantsetra
Aeroportul Maroantsetra (IATA: WMN, ICAO: FMNR) este un aeroport din Regiunea Analanjirofo, Madagascar ce deservește zona Maroantsetra⁠(d). A fost numit după zona deservită.
Situat la o altitudine de 4 m, aeroportul dispune de o singură pistă.